# 普利延库迪
普利延库迪（Puliyankudi），是印度泰米尔纳德邦Tirunelveli县的一个城镇。总人口60142（2001年）。

## 人口
该地2001年总人口60142人，其中男性30100人，女性30042人；0—6岁人口6883人，其中男3501人，女3382人；识字率63.72%，其中男性为73.36%，女性为54.06%。